# Biélorussie au Concours Eurovision de la chanson 2011
La Biélorussie a participé au Concours Eurovision de la chanson 2011 à Düsseldorf en Allemagne. Il s'agit de la huitième participation du pays au Concours depuis 2004.

## Sélection interne
Tout comme en 2010, le représentant biélorusse du Concours Eurovision de la chanson 2011 sera choisi par un jury d'expert. Les chanteurs intéressés pourront soumettre leur chansons potentielles au diffuseur jusqu'au 21 février 2011. Le jury évaluera ensuite toutes les chansons et choisira un vainqueur le 1er mars 2011. Il n'y a aucune limitation concernant la nationalité des chanteurs ou des auteurs prenant part à cette sélection ouverte.

## Rumeurs à propos des producteurs
Le journal Blic a rapporté que le producteur serbe Željko Joksimović, qui a représenté la Serbie-et-Monténégro en 2004 et produit la chanson bosnienne en 2006 et la chanson serbe en 2008, fut choisi pour écrire la chanson biélorusse pour Irina Dorofeïeva, mais aucune confirmation officielle n'a été faite,.

## À l'Eurovision
La Biélorussie a participé à la seconde demi-finale du Concours, le 12 mai 2011. Il s'est classé 14e avec 45 points, ne se qualifiant pas pour la finale.